# Buschdorf (Zechin)
Buschdorf è una frazione del comune tedesco di Zechin, nel Brandeburgo.

## Storia
Il 1º gennaio 1998 il comune di Buschdorf venne fuso con i comuni di Friedrichsaue e di Zechin; il nuovo comune mantenne il nome di Zechin.

### Simboli
La frazione di Buschdorf possiede uno stemma e una bandiera, così definiti:
Stemma
Bandiera
Rot-Weiß-Rot mit dem Wappen im Mittelstreifen.»